# Stade Omar Bongo
Stade Omar Bongo to uniwersalny stadion znajdujący się w Libreville, stolicy Gabonu. Najczęściej jest używany jako miejsce spotkań drużyn piłkarskich oraz reprezentacji Gabonu. Na tym stadionie także swoje mecze rozgrywa drużyna piłkarska FC 105 Libreville. Stadion może pomieścić 40000 widzów. Został nazwany na cześć prezydenta Gabonu, Omara Bongo.